# Любовь (фильм, 1919)
«Любовь» (англ. Love) — американская короткометражная кинокомедия Роско Арбакла 1919 года.

## Сюжет
Фэтти знакомится с Винни после спасения её отца Фрэнка из колодца на их ферме и влюбляется в неё. Фэтти отвергают, он уходит, так как Фрэнк хочет, чтобы Винни вышла замуж за Эла Клова. Фэтти возвращается на ферму под видом девушки-служанки, чтобы быть рядом со своей возлюбленной, но выясняется, что он должен отбиваться от флирта её отца Фрэнка. Брак Винни оговорен, но на генеральной репетиции жениха нигде нет, поэтому его место занимает «служанка» и участвует в церемонии-репетиции с невестой, слово в слово. Когда наступает день свадьбы, церемония прерывается, когда Фэтти и Винни объявляют, что они уже поженились, поскольку репетиция была настоящей свадьбой.

## В ролях
- Роско «Толстяк» Арбакл — Фэтти
- Монти Бэнкс — батрак
- Фрэнк Хейз — Фрэнк, отец Винни
- Кейт Прайс — повариха
- Эл Сент-Джон — соперник Фатти
- Винифред Уэстовер — Винни